# Prednisolona
La prednisolona  es un metabolito activo de la prednisona.

## Usos
Es un fármaco corticosteroide predominantemente glucocorticoide y de baja actividad mineralocorticoide, que resulta útil para tratar un amplio rango de inflamaciones y trastornos propios de la enfermedad autoinmune, tales como asma, artritis reumatoide, colitis ulcerosa, enfermedad de Crohn (o enteritis regional), esclerosis múltiple, cefalea en racimos y lupus eritematoso sistémico.
Puede también usarse como fármaco inmunosupresor en terapia de trasplante de órganos.
La "suspensión de acetato de prednisolona oftálmica" es un producto esteroide adrenocortical preparado como una "suspensión estéril oftálmica, usada para reducir inflamaciones, enrojecimientos, picor, reacciones alérgicas, afectando al ojo.
Los corticosteroides inhiben la respuesta inflamatoria de una variedad de agentes incitatorios, y probablemente retardan o disminuyen la curación. Inhiben: edemas, deposición de fibrina, dilatación capilar, migración de leucocitos, proliferación capilar y de fibroblastos, depósito de colágeno, formación de cicatrices asociadas con inflamación.
No existe una explicación aceptada del mecanismo de acción de los corticoesteroides oculares. Sin embargo, se piensa que actúan induciendo a las proteínas inhibidoras de la fosfolipasa A2, llamadas colectivamente lipocortinas. Se ha postulado que estas proteínas controlan la biosíntesis de potentes mediadores de la inflamación como las prostaglandinas y los leucotrienos inhibiendo la liberación del precursor común ácido araquidónico. Este ácido es liberado por los fosfolipidos de la membrana por medio de la fosfolipasa A2.
Los corticoesteroides pueden producir un incremento de la presión intraocular.
Suele usarse en combinación con la sulfacetamida.

## Efectos secundarios posibles
Efectos secundarios posibles incluyen retención de líquidos de la cara (cara de luna, síndrome de Cushing), acné, estreñimiento, cambios de humor. Puede haber efectos secundarios oculares.
Sistémicamente: posterior catarata subcapsular & papiledema
Tópico: PSC & glaucoma
Contraindicado en herpes